# Wolfgang Trampe
Wolfgang Trampe, né le 1er janvier 1939 à Berlin et mort le 5 juin 2025 dans la même ville, est un écrivain, éditeur et scénariste allemand.

## Biographie
Né à Berlin, il suivit les cours de l'Académie des arts dramatiques Ernst Busch et joua ensuite une année au Mecklenburgisches Landestheater Parchim (de). Mécontent et mal à l'aise dans sa profession d'acteur, il se mit à écrire, explorant plusieurs genres : poésie, prose romanesque et autobiographique.
De 1962 à 1967, il étudia la germanistique et l'histoire de l'art à l'université de Rostock. Il rejoignit ensuite la maison d'édition Aufbau avant d'être auteur indépendant en 1977.

## Filmographie
- 1982 : Dein unbekannter Bruder d'Ulrich Weiß